# Daïra de Meftah
La daïra de Meftah est une daïra d'Algérie située dans la wilaya de Blida et dont le chef-lieu est la ville éponyme de Meftah, ⵎⴻⴼⵜⴰⵃ, Meftaḥ.

## Communes de la daïra
La daïra est composée de deux communes : Meftah et Djebabra.

## Géographie
| Daïra de Baraki (Wilaya d'Alger) | Daïra de Dar El Beïda (Wilaya d'Alger) | Daïra de Khemis El Khechna (Wilaya de Boumerdès) |
| Daïra de Larbaa                  | Daïra de Meftah                        | Daïra de Khemis El Khechna (Wilaya de Boumerdès) |
| Daïra de Larbaa                  | Daïra de Larbaa                        | Daïra de Lakhdaria (ar) (Wilaya de Bouira)       |

## Personnalités
- Yahia Boushaki, homme politique et chahid algérien.